# 15133 Sullivan
15133 Sullivan eller 2000 EB91 är en asteroid i huvudbältet som upptäcktes den 9 mars 2000 av LINEAR i Socorro County, New Mexico. Den är uppkallad efter Cole J. Sullivan.
Asteroiden har en diameter på ungefär 4 kilometer.